# Mercan'Tour Classic Alpes-Maritimes 2021
De 1e editie van de Mercan’Tour Classic Alpes-Maritimes werd verreden op 24 mei 2021. De winnaar was Guillaume Martin. Zijn landgenoot, Aurélien Paret-Peintre, finishte als tweede. Bruno Armirail sloot het podium af met zijn derde plaats. 
Het vertrek van deze wedstrijd was in Saint-Sauveur-sur-Tinée. De aankomst vond plaats op de Valberg. Martin wist hier te zegevieren na een solo van zo'n 6 kilometer. In de race waren 4400 hoogtemeters opgenomen. 
De race was onderdeel van de UCI Europe Tour van 2021.
Aanvankelijk zou de eerste editie plaatsvinden in 2020. Echter werd deze afgelast vanwege de coronapandemie.

## Uitslag
| Plaats  | Naam                   | Ploeg                     | tijd     |
| ------- | ---------------------- | ------------------------- | -------- |
| Winnaar | Guillaume Martin       | Cofidis                   | 4u23'56" |
| 2       | Aurélien Paret-Peintre | AG2R-Citroën              | +1'42"   |
| 3       | Bruno Armirail         | Groupama-FDJ              | z.t.     |
| 4       | Anthony Perez          | Cofidis                   | +2'40"   |
| 5       | Mathias Frank          | AG2R-Citroën              | +2'43"   |
| 6       | Adrià Moreno           | Team Vorarlberg Santic    | +2'53"   |
| 7       | Jérémy Cabot           | Team Total Direct Energie | +2'56"   |
| 8       | Roland Thalmann        | Team Vorarlberg Santic    | +3'05"   |
| 9       | Idar Andersen          | Uno-X Pro Cycling Team    | +3'20"   |
| 10      | Jaakko Hänninen        | AG2R-Citroën              | +3'36"   |

2021 · 2022 · 2023 · 2024